# 마스프로 덴코
마스프로 덴코(Maspro Denkoh)는 일본 아이치현 닛신에 본사를 둔 일본 전자제품 제조업체이다.
2005년에 이 회사는 2천만 달러 규모의 미술품 컬렉션 경매를 가위바위보 게임을 통해 선정했다. 크리스티가 이겼다.

## 개요
마스프로 덴코는 안테나와 튜너부터 부스터, 스플리터, 그리고 케이블, 커넥터, 액세서리, 보안 시스템까지 TV 수신 장비를 개발하는 회사이다.

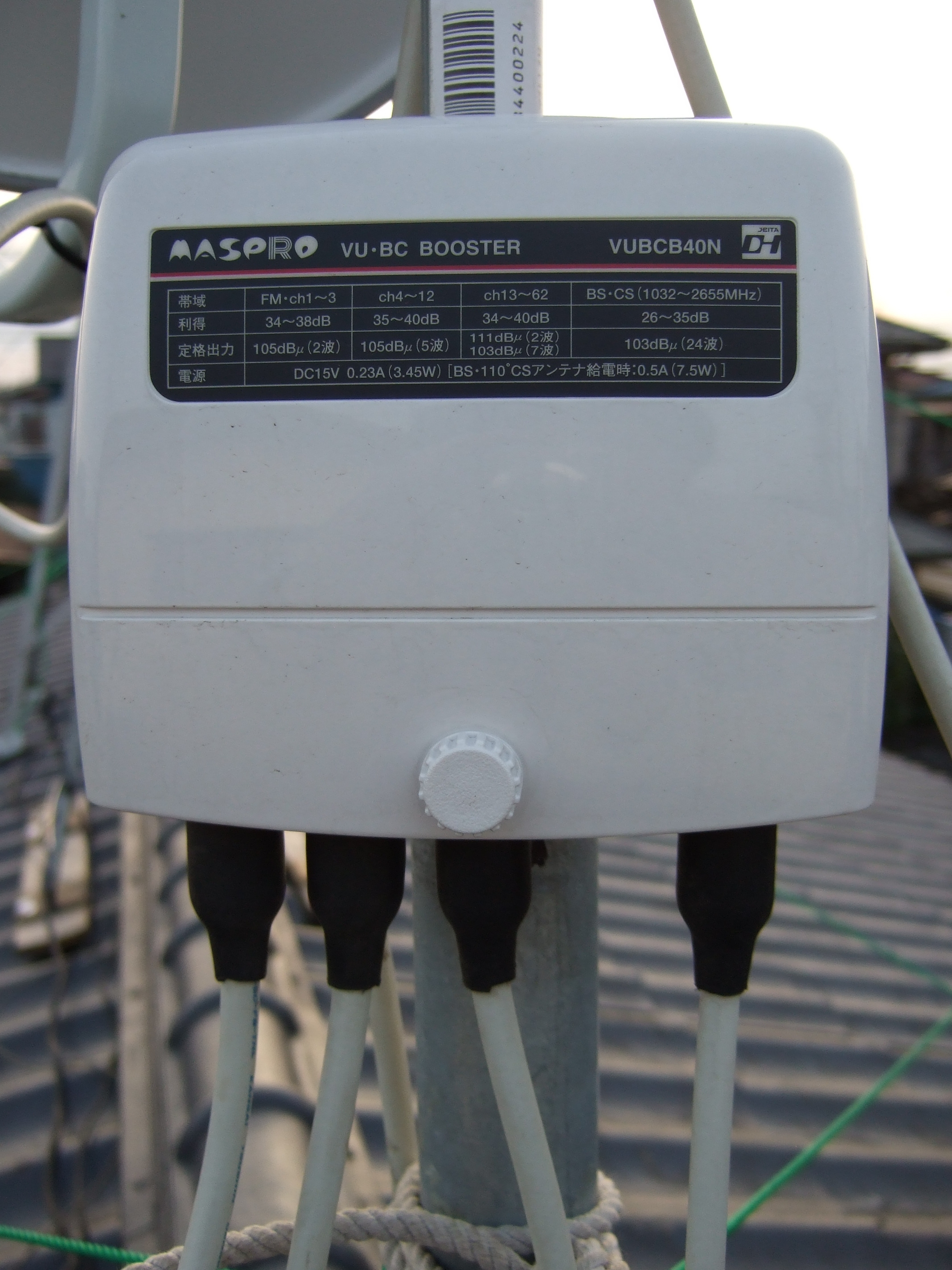
마스프로 RF 프리앰프